# 이석희 (기업인)
이석희(李--, 1965년 6월 23일 ~ )는 대한민국의 기업인이다. SK하이닉스의 대표이사 사장을 맡고 있다.

## 생애
1965년 6월 23일 경북 경산에서 태어났다. 서울대학교 무기재료공학과를 졸업하고 같은 대학교 대학원에서 석사학위를 받았으며, SK하이닉스의 전신인 현대전자에 입사한 뒤 유학을 떠나 미국 스탠포드대학교 대학원에서 재료공학 박사학위를 받았다.
미국 반도체기업 인텔에서 11년 동안 근무하다 한국과학기술원(KAIST) 전자공학과 교수로 자리를 옮겼다.
SK하이닉스에 전무로 영입되며 친정으로 복귀한 뒤 미래기술연구원장과 D램개발사업부문장, 사업총괄을 거쳤으며, 2021년 1월 현재 대표이사 사장으로 재직 중이다.

## 학력
- 서울 영동고등학교 졸업
- 1988년 서울대학교 무기재료공학과 학사
- 1990년 서울대학교 재료공학 석사
- 2000년 미국 스탠포드대학교에서 재료공학 박사

## 경력
- 1990년~1995년: 현대전자에서 반도체 기술연구원
- 2000년~2010년: 미국 인텔 연구원
- 2010년~2013년: 한국과학기술원(KAIST) 전자공학과 부교수
- 2013년: SK하이닉스 미래기술원장 전무
- 2014년: SK하이닉스 D램개발사업부문장 부사장
- 2017년~2018년: SK하이닉스 사업총괄(COO) 사장
- 2019년~: SK하이닉스 대표이사 사장

## 수상
- 2017년: 은탑산업훈장[1]
- 2021년 1월: 2020 IEEE CTSoc 우수리더상[2]